# Paratibellus oblongiusculus
Paratibellus oblongiusculus är en spindelart som först beskrevs av Lucas 1846.  Paratibellus oblongiusculus ingår i släktet Paratibellus och familjen snabblöparspindlar. Utöver nominatformen finns också underarten P. o. atomarius.